# Helembai Fanny
Helembai Fanny (Vác, 1996. december 26. –) magyar válogatott kézilabdázó, beálló. 2017 és 2025 között a Váci NKSE játékosa volt, 2025-től pedig a Mosonmagyaróvári KC SE csapatában szerepel. Aktív tagja a Magyar női kézilabda-válogatottnak. 

## Pályafutása

### Klubcsapatokban
Pályafutása kezdete óta a Váci NKSE kézilabdázója, amelynek színeiben a magyar élvonalban és a nemzetközi kupasorozatokban, az EHF-kupában is pályára léphetett.

### A válogatottban
A felnőtt válogatottban 2020. november 28-án mutatkozott be egy Svédország elleni felkészülési mérkőzésen (28-27). Részt vett a 2020-as Európa-bajnokságon. A tokiói olimpiára tartalékként utazott, azonban az első csoportmérkőzést követően Kovacsics Anikó megsérült, helyére pedig Helembait nevezte a keretbe Elek Gábor szövetségi kapitány.